# Sette meraviglie del Delfinato
Le sette meraviglie del Delfinato sono delle curiosità naturali della geologia alpina o delle antiche costruzioni notevoli. Tutte sono situate nel dipartimento francese dell'Isère, creato nel 1790 dall'antica Provincia del Delfinato.

## Origine
Si chiamavano anche, altrimenti, curiosità naturali di cui molte dovevano la loro rinomanza alla credulità popolare, alle leggende o all'impossibilità, ove si trovava allora la scienza, di spiegare la loro origine. La lista è stata compilata per la prima volta nel secolo XIII, poi è stata ripresa nel secolo XVI da Symphorien Champier, storiografo del Luogotenente generale del Delfinato Bayard, prima di essere riprodotta con numerosi dettagli da Denys de Salvaing de Boissieu, primo presidente della Chambre des comptes del Delfinato, in Septem Miracula Delphinatus (1638) ; seguirono Nicolas Chorier nella sua Histoire générale du Dauphiné nel 1661 e il libraio A.M. Saugrain nel suo Nouveau voyage en France, del 1720.

## Descrizione
- 1. Il monte Aiguille

|  | Il monte Aiguille, nel comune di Chichilianne, chiamato una volta Monte Inaccessibile, passa per aver ospitato Venere e le sue vergini oppure essere il soggiorno degli angeli. |

- 2. La Fontana ardente

|  | La Fontana ardente, nel luogo detto « le hameau des Pierres », nel comune di Gua, offre il fenomeno di emettere in permanenza delle lingue di fuoco. |

- 3. La tour sans venin

|  | La tour sans venin (La torre senza veleno), nel comune di Seyssinet-Pariset, presso Grenoble, sarebbe stato un santuario di Iside, ove non vi sono né rettili, né ragni. Alcuni pretendevano che la terra che la circonda fosse stata portata da Parigi da Orlando, il nipote di Carlomagno. |

- 4. Les Cuves de Sassenage

|  | La leggenda della fata Melusina è collegata tra l'altro a questa formazione sotterranea. Le informazioni speleologiche riguardanti l'accesso alle cisterne sono sul sito del Comitato dipartimentale di speleologia dell'Isère Archiviato il 4 ottobre 2018 in Internet Archive. |

- 5. Les Grottes de la Balme

|  | Grotte situate nel comune di La Balme-les-Grottes vicino al Rodano, delle quali Mandrin si sarebbe servito come rifugio. Queste grotte ospitano stalattiti e stalagmiti particolari. |

- 6. Le Pont Lesdiguières

|  | Questo ponte, che attraversa il fiume Drac, era interamente situato nel comune di Claix prima della creazione del comune di Pont-de-Claix sulla riva destra del Drac nel 1873. Si tratta di un'opera molto ardita posta in servizio nel 1611 grazie al duca di Lesdiguières, e composta di un'unica arcata di 46 metri di apertura, a 16 metri sopra il Drac. Secondo la leggenda, il ponte ospita la caverna di Mandrin, che si sarebbe gettato dall'alto del ponte con il suo cavallo per sfuggire ai suoi persecutori. Nel 1874, è stato costruito un secondo ponte ad alcuni metri dal ponte Lesdiguières al fine di ricevere la circolazione più intensa della fine del XIX secolo, e in particolare una linea tranviaria a partire dal 1897. |

- 7. La Pierre Percée

|  | La Pierre Percée, nel comune d Pierre-Châtel, la cui siluette, modellata dall'erosione, evoca un enorme mostro accovacciato, che ha fatto nascere numerose leggende di dragoni. |

Nella lista pubblicata da Salvaingt de Boissieu nel 1638, due altre curiosità erano citate, ma non sono comprese oggi tra le sette meraviglie del Delfinato. Esse sono: 
- La Manne de Briançon

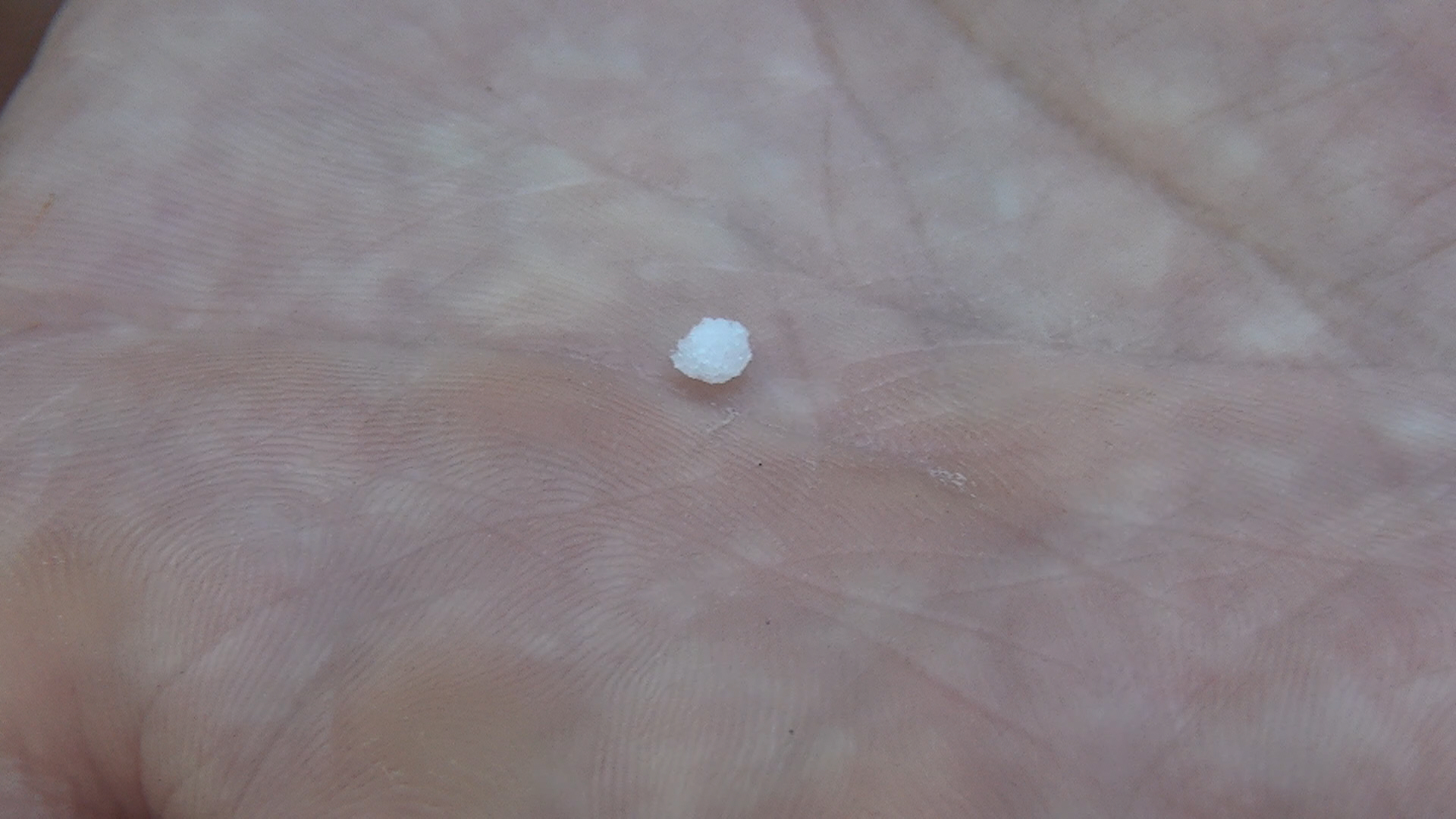
La manne de Briançon

La manne de Briançon è il risultato di uno stillicidio della spina del larice d'Europa (Larix decidua) dovuta a forti escursioni termiche; la si trova nel dipartimento francese delle Hautes-Alpes, nei pressi di Briançon.
- Les Pierres Ophtalmiques di Sassenage

Soprannominate anche «lacrime di Melusina» o «pietre di rondine». 
Viene loro attribuito il potere di curare gli occhi irritati dalla polvere.
Si trattava di orbitoline, fossili lenticolari la cui forma, la taglia e il colore corrispondono alle descrizioni fatte dagli antichi, con un levigato molto fine e molto dolce al tatto. Le si trovano sulla montagna nei pressi di Sassenage, in particolare nel letto del fiume Furon e ai piedi d'una falesia lontana dal villaggio di Sassenage.